# Miloš Knobloch
Miloš Jan Václav Knobloch (* 12. Februar 1905 in Prag; † unbekannt) war ein tschechoslowakischer Radrennfahrer.

## Sportliche Laufbahn
Knobloch war Bahnradsportler. Er war Teilnehmer der Olympischen Sommerspiele 1924 in Paris. Im Sprint schied er in der Vorrunde aus. In der Mannschaftsverfolgung kam der Vierer mit Jaroslav Brož, Oldřich Červinka, Miloš Knobloch und Karel Pechan auf den 7. Rang.